# Los médicos de hoy
Los médicos de hoy fue una telenovela argentina estrenada el 15 de mayo de 2000 en Canal 13. Protagonizada por  Claudio García Satur, Gerardo Romano y Claribel Medina. Coprotagonizada por Juan Palomino, Silvia Kutika, Federico Olivera, Betina O'Connell y Fabián Pizzorno. También, contó con las actuaciones especiales de Marcelo Alfaro, Floria Bloise y la primera actriz Lydia Lamaison. Y la participación de Nora Cárpena como protagonista invitada.

## Sinopsis
En un hospital, donde el dolor a veces se convierte en esperanza y donde la esperanza a veces culmina en llanto, médicos, enfermeras y psicólogos pelean día a día por salvar la vida de sus pacientes. Sin embargo, también ellos emprenden una lucha propia y se enfrentan con sus propios destinos. Guillermo (Claudio Garcia Satur), el director del Hospital, después de muchos años de haber sido abandonado por su esposa, redescubre el amor en Oriana (Claribel Medina), una mujer un tanto vulgar, pero de gran vitalidad. Él tendrá que pelear contra la oposición de su hija Martina (Betina O'Connell) y de su madre Victoria (Lydia Lamaison). Martina, neurocirujana, encontrará inesperadamente el amor en un colega, Fernando (Gerardo Romero), quien está casado con Claudia (Silvia Kutika) y tiene muchos problemas familiares. Martina y Fernando vivirán un romance intenso, oculto y lleno de trabas, pero lucharán sin respiro por defenderlo. Rolo (Juan Palomino) es un hombre que fue un chico de la calle. Un hombre que ha sufrido mucho pero que realiza enormes esfuerzos para superarse. Trabaja como camillero en el hospital y estudia esforzadamente para recibirse de médico. Nacha (Pia Galiano) es encargada de mantenimiento del hospital, con un pasado terrible y secreto. Sin quererlo, se enamorará perdidamente de Javier (Federico Olivera), un médico joven, que ha vuelto de Alemania, donde ha dejado a su exesposa, quien regresará en algún momento.

## Reparto
- Claudio Garcia Satur como Guillermo Ezcurra.
- Gerardo Romano como Fernando Falcone.
- Claribel Medina como Oriana Barceló.
- Juan Palomino como Rolo Gutiérrez.
- Silvia Kutika como Claudia.
- Federico Olivera como Javier Muller.
- Betina O'Connell como Martina Ezcurra.
- Fabián Pizzorno como Gerónimo Falcone.
- Lydia Lamaison como Victoria.
- Nora Cárpena como Miranda Vo / Nora.
- Marcelo Alfaro como El Lobo Millán.
- Ruben Ballester como Ricardo.
- Silvia Baylé como Alicia.
- Floria Bloise como Jacinta.
- Segundo Cernadas como Federico Ezcurra.
- Gustavo Ferrari como Diego.
- Pia Galiano como Nacha.
- Marisa Mondino como Patricia.
- Florencia Ortiz como Samanta.
- Viviana Puerta como Verónica
- Adriana Castro como Carla Tyssen
- Martín Gianola como Fito
- Sol Estevanez como Lili.
- Mariana Grossi como Romina.
- Betty Villar como Mirta